# Lublewo Gdańskie
Lublewo Gdańskie (kaszb. Lëblewò, niem. Löblau) – wieś w Polsce położona w województwie pomorskim, w powiecie gdańskim, w gminie Kolbudy przy drodze wojewódzkiej nr 221. W kierunku północno-wschodnim od Lublewa znajduje się rezerwat przyrody Bursztynowa Góra.
W latach 1945–1998 miejscowość administracyjnie należała do województwa gdańskiego.
W miejscowości znajduje się rzymskokatolicka parafia Najświętszej Maryi Panny Królowej Korony Polskiej, należąca do dekanatu Kolbudy, archidiecezji gdańskiej.
Wieś posiada połączenia autobusowe z Gdańskiem, Pruszczem Gdańskim oraz Kościerzyną.

## Historia wsi
Pierwsza wzmianka o istnieniu Lublewa Gdańskiego pochodzi z 1148 roku, co oznacza, że Lublewo jest najstarszą wsią gminy Kolbudy. Pod koniec XII wieku wieś należała do podkomorzego gdańskiego – Unisława, a następnie jego dwóch synów, którzy sprzedali wieś Krzyżakom. "Księga urzędowa Komturii Gdańskiej" obejmująca lata 1284-1453 mówi o nadaniu Lublewa w 1349 na prawie chełmińskim wieśniakowi Henrykowi Rychterowi i jego spadkobiercom. 
Po 1453 wieś była własnością Miasta Gdańska, a w 1472 została oddana rajcy gdańskiemu Mertenowi Boch, a następnie w 1506 roku rajcy Piotrowi Mellyn. Wieś należąca do Gdańskiej Wyżyny terytorium miasta Gdańska położona była w drugiej połowie XVI wieku w województwie pomorskim.
Po upadku państwa krzyżackiego we wsi powstał młyn, który przejął niektórych klientów młyna w Bielkowie, należącego do zakonu kartuzów. Jednak pod wpływem ustępstw względem burmistrza gdańskiego Andrzeja Borkmana, który zbudował lublewski młyn, zobowiązał się on, że w ciągu 12 lat zlikwiduje młyn w Lublewie lub zamieni go na inny zakład pracy.
W XVI wieku patronat gdański spowodował przejście miejscowej parafii na luteranizm – powstał tu zbór protestancki. W 1683 doszło do pożaru, który zniszczył kościół, plebanię i 13 zabudowań. W rok później zbudowano nowy kościół, który istnieje do dziś.
Po I rozbiorze Polski w 1772 Lublewo pozostało w granicach Polski jako posiadłość miasta Gdańska. Z uwagi na graniczne położenie oraz pruskie restrykcje handlowe (wysokie cła), Lublewo w okresie tym znajdowało się w stagnacji gospodarczej.
W 1899 roku Lublewo Gdańskie wraz z przyległościami Kolbudy Dolne liczyło 841 mieszkańców.
Przed II wojną światową Lublewo było wsią bogatą, zamieszkaną przez ludność niemiecką, w której mieszkało około 150 rodzin i znajdowało się szesnaście dużych gospodarstw rolnych. Wieś leżała przy głównym trakcie do Gdańska, co sprzyjało jej rozwojowi.

## Zabytki
Według rejestru zabytków NID na listę zabytków wpisany jest kościół NMP Królowej Polski, XIV w., 1683, nr rej.: 28 z 20.08.1949.

## Ochotnicza Straż Pożarna w Lublewie
Miejscowa Ochotnicza Straż Pożarna powstała w 1947 r. Jej remizę umieszczono w budynku dawnej stajni przy miejscowej karczmie przy ulicy Wybickiego 58a. W czerwcu 2014 rozpoczęto budowy nowej siedziby OSP, przy ulicy Strażackiej 2 połączonej ze świetlicą wiejską. Oddanie budynku do użytku nastąpiło 20 czerwca 2015 roku. Straż otrzymała w 2012 roku nagrodę dla najlepszej jednostki OSP niewłączonej do Krajowego Systemu Ratowniczo-Gaśniczego (obecnie funkcjonuje jako jednostka włączona do K.S.R.G) na terenie województwa pomorskiego.